# Praça das Flores
La Praça das Flores (Place des Fleurs) est une place située dans la freguesia de Misericórdia, à Lisbonne. Elle est proche de l'Assemblée de la République. Sur la place se trouve le Jardim Fialho de Almeida.
À proximité de la place se trouve la fontaine Praça das Flores ou Monte Olivete, qui fait partie du réseau de fontaines de l'aqueduc des Eaux Libres. Construite à côté de l'Arc de São Bento (déjà démoli et reconstruit sur la Praça de Espanha), elle resta à cet endroit jusqu'en 1838, date à laquelle elle fut transférée à son emplacement actuel au début de la Rua do Monte Olivete, à côté de la Praça das Flores,.
La Praça das Flores n'a été aménagée qu'en 1863.
En 2022, la Praça das Flores a été élue 18ème place la plus cool du monde selon Time Out Global et ses lecteurs.